# 姐妹城市 (公园与游憩)
姐妹城市（英語：Sister City）是《公园与游憩》第二季的第五集，全集中的第十一集。它于2009年10月15日在美国全国广播公司最初播出，2009年。该集讲述了莱斯利欢迎一个来自委内瑞拉、对波尼（Pawnee）及美国十分不尊重的代表团。
该集由艾伦·杨写成，由迈克尔·舒尔导演，并请来了週六夜現場表演嘉宾弗雷德·阿米森客串演绎了委内瑞拉代表团领导者劳尔（Raul）。尼爾森收視率分析结果显示，在家庭观众中，该集的收视量为469万，较之上一集有所下降。该集普遍获得积极评价。

## 情节
莱斯利（艾米·波勒饰）和波尼公园部门准备对波尼的姐妹城市——委内瑞拉的Boraqua进行访问。莱斯利警告其同事说，委内瑞拉政府官员或是一群令人讨厌、同时也平平无奇的人。之后，以劳尔·亚历汉德罗·巴斯蒂利亚·佩德罗·德韦洛索·德莫拉纳（Raul Alejandro Bastilla Pedro de Veloso de Morana）、安东尼奥（Antonio）、约翰尼（Jhonny）、埃尔维斯（Elvis）为首的委内瑞拉代表团到达。在这之后，文化冲突马上发生：他们错以为汤姆（阿茲·安薩里饰）是一个仆人，且命令后者提他们的行李袋；他们亦误认为可以同任何女人做爱；他们皆拥趸唐娜（Retta饰）。劳尔和莱斯利在见面会上交换了礼物。在这场见面会上，委内瑞拉方对波尼一方十分不敬，发表不当言论，且嘲笑莱斯利给他们的礼物；他们继续对汤姆发号施令，后者因金钱诱惑而言听计从。
委内瑞拉实习生Jhonny（JC·冈萨雷斯|JC Gonzalez饰）爱上了April Ludgate（奧布瑞·克莉絲丁·普拉扎饰），几近疯狂，并把自己的车送去接她，但后者将其用于同朋友前去观赏电影。莱斯利告诉委内瑞拉一方，她需要筹款35000美元，而劳尔和他的同事们嘲笑她，告诉她委内瑞拉石油储量丰富，可用来建立任何想要的东西。一开始，莱斯利把委内瑞拉代表团邀请到最好的公园，目的是给他们留下深刻印象，而现在这群人令她十分厌恶。莱斯利带领劳尔去参观民主活动时，但人们的表现令其大失所望。之后莱斯利被劳尔的话所激怒，出言侮辱委内瑞拉总统查韦斯，委内瑞拉人们怒气冲冲地离开。
莱斯利召集会议并向劳尔道歉，但劳尔却也同时向她道歉。之后，劳尔要求她在一段影片中说「Viva Venezuela」和「Viva Chavez」。在劳尔开始讲西班牙语时，莱斯利要求April为她翻译，因此得知他正在讨论侮辱、羞辱美国。莱斯利十分愤怒，撕碎了35000美元的支票，高呼「Viva America」，意在催使劳尔宣布两座城不再是姐妹城市。

## 创作
姐妹城市的剧本由阿兰·杨所写，导演为迈克尔·舒尔。委内瑞拉代表团领导者劳尔的演绎者弗雷德·阿米森此前便在週六夜現場模仿过委内瑞拉总统查韦斯，且在这个角色上参考了他来自委内瑞拉的叔叔。阿米森称在看到剧本的那一刻他就笑了出来，而与其合作的拉希达·琼丝则称他是「世界上最有趣的人之一」。

## 文化参考

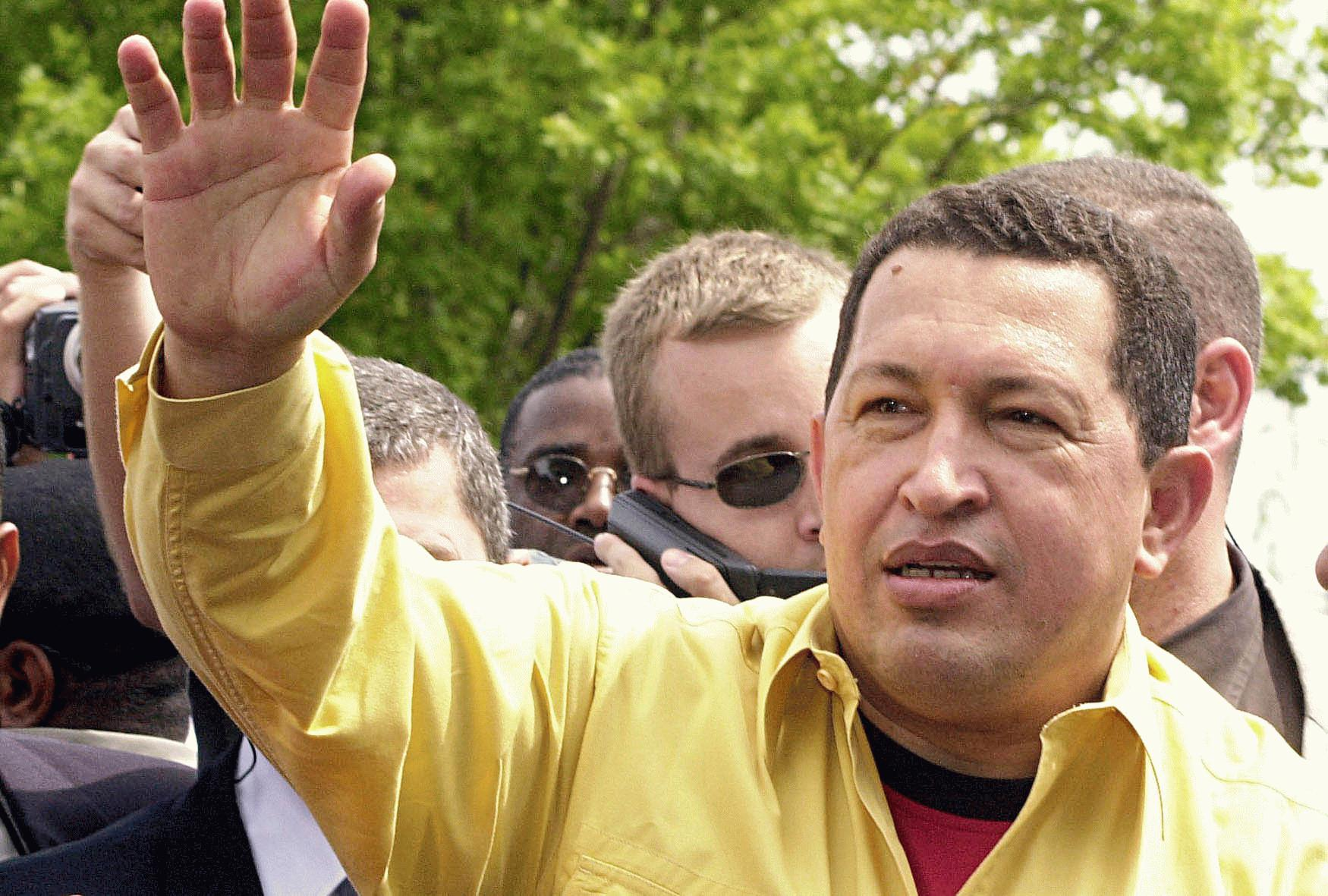
烏戈·查維茲，委内瑞拉主席，在《姐妹城市》中被负面描绘

《姐妹城市》在很大程度上描绘出了查韦斯和他的社会主义意识形态中的一个负面形象。其剧本描绘了委内瑞拉对美国人的贬低和蔑视。他们一再声称，与委内瑞拉人习以为常的力量和辉煌相比，波尼和美国都不如他们。他们对美国人的消极态度尤其体现在他们的代表团的名称上，其名称旨在羞辱美国。代表团的成员也认为“这不是针对个人。我们只是觉得你们都很弱小，城市也很恶心。”
在讨论劳尔在委内瑞拉有多少个电视频道时，他说他已经知道了《天橋驕子》（布拉沃网络上的时尚设计真人秀节目）的赢家。莱斯利在面对委内瑞拉人的侮辱时试图保持冷静，她说她正在效仿美国国务卿希拉里克林顿，这个人说过“没有像她那样的打击，她是世界上是最强大也是最聪明的出气筒”。劳尔说他的城市也是朝鲜开城的姊妹城市，这个城市远好过波尼。

## 反响
在家庭观众中，该集的收视率为469万；在18至49岁的观众中，姐妹城市得到了2.0分（满分为6分）的分数。
Salon.com作家Heather Havrilesky特别称赞了阿米森的客串演出。

## DVD发布
2010年11月30日，“姐妹之城”以及其它23集的《公园与游憩》节目在美国四碟DVD上发行。该DVD包括每集被删除的场景。它还包括了Amy Poehler、Fred Armisen、Alan Yang和Michael Schur的“姐妹城市”的评论音轨。